# Denis Pankratov
Denis Vladimirovič Pankratov (in russo Денис Владимирович Панкратов?; Volgograd, 4 luglio 1974) è un ex nuotatore russo.
Specializzato nella farfalla ha vinto la medaglia d'oro nei 100 m e 200 m ai Giochi olimpici di Atlanta 1996. È diventato membro della International Swimming Hall of Fame.

## Palmarès
- Olimpiadi

Atlanta 1996: oro nei 100m farfalla e nei 200m farfalla e argento nella 4x100m misti.
- Mondiali

Roma 1994: oro nei 200m farfalla, argento nella 4x200m sl e nella 4x100m misti e bronzo nei 100m farfalla.
- Mondiali in vasca corta

Goteborg 1997: argento nella 4x100m misti.
- Europei

Sheffield 1993: oro nei 200m farfalla e nella 4x100m misti e argento nei 100m farfalla.
Vienna 1995: oro nei 100m, nei 200m farfalla e nella 4x100m misti.

### Coppa del Mondo
- Vincitore della Coppa del Mondo di farfalla nel 1994
- Vincitore della Coppa del Mondo dei 200m farfalla nel 2001

## Riconoscimenti
- World Swimmer of the Year: 1995, 1996
- European Swimmer of the Year: 1995, 1996